# Summertime (chanson)
Pour les articles homonymes, voir Summertime (homonymie).
Summertime est une chanson de DJ Jazzy Jeff and The Fresh Prince publiée en 1991 sur l'album Homebase dont c'est le premier single.
La chanson, produite par les producteurs Hula & K. Fingers et a remporté un Grammy Award pour le meilleur single de rap de 1991. Elle est restée une semaine no 1 sur le hit-parade Hot R&B/Hip-Hop Songs aux États-Unis et a atteint la 4e place sur le Billboard Hot 100.